# Szpiglasowe Stawki
Szpiglasowe Stawki – grupa czterech niewielkich jezior na południowo-wschodnim zboczu Doliny Pięciu Stawów w polskich Tatrach Wysokich. Znajdują się na małym trawiastym tarasie położonym w dolnej części stoku Miedzianego i Szpiglasowego Wierchu, na wysokości ok. 1760–1775 m n.p.m. W pobliżu ma początek niewielki potok uchodzący do Wielkiego Stawu, którego brzeg leży w odległości 220–270 m od stawków.
Do samych Szpiglasowych Stawków nie prowadzi żaden szlak turystyczny, jednak są dobrze widoczne z żółtego szlaku z Doliny Pięciu Stawów na Szpiglasową Przełęcz.
Z rzadkich w Karpatach roślin nad stawkami występuje turzyca Lachenala.